# Боровский, Борис Иосифович
Борис Иосифович Боровский (30 мая 1930 года, Витебск — 15 сентября 2013, Хеппенхайм, Германия) — советский и украинский артист. Заслуженный артист Украины (1993).

## Биография
Окончил театральную студию при Белорусском драматическом театре имени Якуба Коласа в Витебске (1950). С 1950 по 1955 год — артист этого театра, с 1957 по 1961 год — в Свердловской филармонии, с 1963 по 1965 — в Театре оперетты в Пятигорске, с 1965 по 1970 год снова в Свердловске.
С 1970 по 1998 год — артист Одесского театра музыкальной комедии, солист-вокалист.
Исполнитель острохарактерных ролей.
Последние годы жизни (с 1998 года) жил в Германии.

## Театральные работы
- «Трёхгрошовая любовь» — Джонатан Пичем[2]
- «Принцесса цирка» И. Кальмана — Пеликан
- «Российский секрет» В. Дмитриева — Купець Грознов
- «Летучая мышь» Й. Штраусса — Черговый
- «Весёлая вдова» Ф. Легара — Негош

## Фильмография
1. 1970 — Званый вечер с итальянцами (фильм-спектакль) — Поль
2. 1974 — Рассказы о Кешке и его друзьях — сосед
3. 1975 — Волны Чёрного моря — отдыхающий
4. 1977 — Красные дипкурьеры — работник тира
5. 1978 — Где ты был, Одиссей? — посетитель уличного кафе
6. 1978 — Квартет Гварнери — биндюжник
7. 1982 — Трест, который лопнул — директор цирка
8. 1983 — Вольный ветер — трактирщик
9. 1984 — Любочка — физрук
10. 1988 — Белая кость — эпизод
11. 1988 — Приморский бульвар — меняющий квартиру
12. 1988 — Утреннее шоссе
13. 1989 — Светлая личность — портной в лифте
14. 1991 — По ком тюрьма плачет… — судья
15. 1991 — Сыщик петербургской полиции — эпизод
16. 1992 — Воздушные пираты — пассажир
17. 1993 — Чтоб на нас напали деньги (короткометражный)
18. 1994 — Анекдотиада, или История Одессы в анекдотах — эпизод
19. 1994 — Мсье Робина — адмирал Дерибас
20. 1994 — Мужчина легкого поведения — профессор медицины
21. 1996 — Возвращение «Броненосца» — режиссер
22. 1997 — Танго над пропастью — дядя Боря